# Водянська загальноосвітня школа № 11
Водянська загальноосвітня школа № 11 - школа в селищі Водянському.

## Історія
Школа № 11 відкрита в 1953 році. Школу очолив фронтовик ВВВ — директор І В Острянін (1953—1958), завідувач навчальної частини Я. А. Ковтун. На той час у школі 13 учителів навчали 141 учня.
Школу очолювали: М. П. Медведь
Д. М. Крамар
І. М. Трегубов
М.
В. Золоторьов
Л. Л. Приколотіна
В. О. Лейба
В. М. Гніда
І. С. Блашищин
Т. О. Богуш з 2001 року.
Вищу категорію мають 5 учителів. Сьогодні педколектив школи нараховує 30 учителів, з них половина колишні випускники школи.

## Відомі випускники
- В. Т. Дерипаска — Добропільський міський голова
- А. Михалко — майстер спорту з боксу.